# Toy
Toy es una banda inglesa de rock alternativo procedente de Brighton, conformada por Tom Dougall, Maxim Barron, Dominic O’Dair y Charlie Salvidge. La teclista española Alejandra Díez dejó el grupo por motivos personales en septiembre de 2015.

## Historia
Toy surge como banda en el año 2010, cuando tras la separación de Joe Lean & The Jing Jang Jong, banda liderada por Joe Van Moyland, tres de sus miembros, Tom Dougall, Maxim Barron y Dominic O’Dair, más la adición de la tecladista española Alejandra Díez, y Charlie Salvidge en la batería, deciden formar el proyecto.
La primera presentación de la banda en vivo fue en enero del 2011 en el Cave Club de Londres. La banda también contó con la aparición en festivales de ese mismo año, y el apoyo brindado por parte de la banda británica The Horrors.
El sencillo debut, a cargo de Heavenly Recordings, fue lanzado en el 2011 y se tituló “Left Myself Behind”, siendo posteriormente reeditado al siguiente año.
Mencionados por la NME, fueron seleccionados en la lista de «Las 100 bandas que debes escuchar». en enero del 2012, contando con el comentario del bajista de The Horrors, Rhys Webb, quien los describió como “la banda más emocionante del año anterior”, y “su banda favorita del 2012”.
Finalmente el 10 de septiembre de 2012, TOY lanzó su álbum debut homónimo, recibiendo una favorable aceptación por la NME, incluyéndolo en los «50 mejores álbumes del 2012». y quedando en el puesto 19
Caracterizados dentro del indie rock y el rock psicodélico, sus sonidos también han sido descritos por poseer elementos del kosmiche y el post-punk.
En 2015 colaboran junto con Bat for Lashes para formar la banda Sexwitch y editar un único disco homónimo compuesto por covers psicodélicos de la década de los 70.

## Discografía

### Álbumes
- 2012: "Toy" (Heavenly Recordings)
- 2013: "Join the Dots" (Heavenly Recordings)
- 2016: "Clear Shot" (Heavenly Recordings)
- 2019: "Happy in the Hollow" (Tough Love Records)
- 2019: "Songs of Consuption" (Tough Love Records)

### Sencillos
- "Left Myself Behind b/w Clock Chime"
- "Motoring b/w When I Went Back"
- "Dead & Gone b/w Andrew Weatherall remix"
- "Lose My Way b/w Bright White Shimmering Sun"
- "Make It Mine"
- "My Heart Skips a Beat"
- "Pablo Bermúdez"